# 泽维尔·亨利
泽维尔·亨利（英語：Xavier Henry，1991年3月15日—），美国NBA联盟职业篮球运动员。他在2010年的NBA选秀中第1轮第12顺位被孟菲斯灰熊选中。